# Odoacru
Odoacru (latină Flavius Odoacer) (n. 433–d. 493), a fost un rege al Italiei în secolul al V-lea din 476 până la moartea sa. El fusese un comandant de militari germanici în Italia. Despre domnia sa în general se consideră că marchează sfârșitul Imperiului Roman clasic în Europa de Vest și începutul Evului Mediu. El este considerat ca fiind primul de origine non-romană care a condus toată Italia.
Odoacru a fost un general în Italia, un foederati de origine germanică. El a condus o revoltă care l-a detronat pe ultimul împărat roman de Apus, Romulus Augustulus la 4 septembrie 476. Deși toată puterea din Italia era în mâinile lui, a domnit în numele lui Julius Nepos și, după moartea acestuia în 480, ca un client al împăratului de la Constantinopol, Zenon. Odoacru este menționat ca fiind un rege latin (Latin rex) în multe documente și el însuși a folosit cel puțin o dată această titulatură.

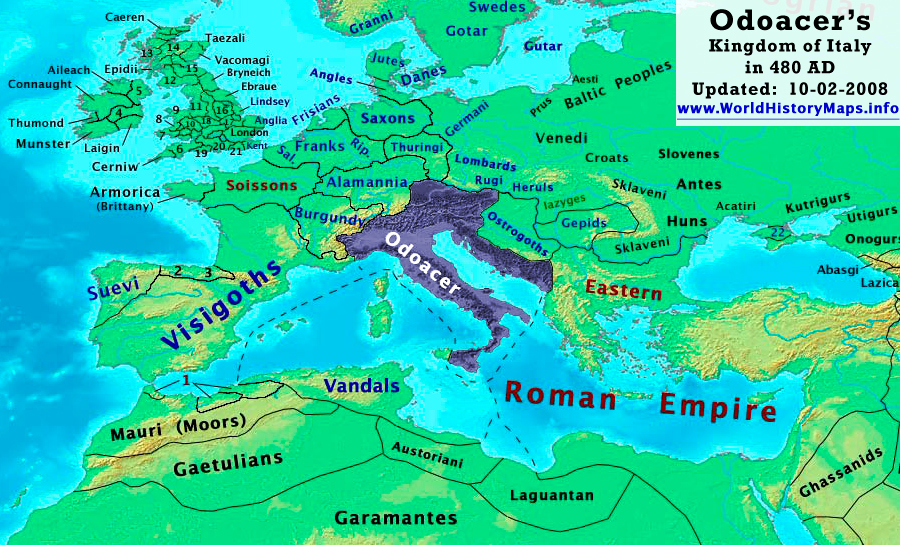
Regatul lui Odoacru după ce a anexat Sicilia și Dalmația.

## Conducător al unor foederati
Din 470, Odoacru a devenit ofițer în ceea ce a rămas din armata romană. Deși Iordanes scrie despre Odoacru că invadase Italia "ca lider al scirilor, herulilor și aliați de rase diferite", scriitori moderni îl descriu ca fiind parte a unității militare romane, conform declarației lui Ioan din Antiohia că Odoacru a fost de partea lui Ricimer la începutul luptei sale cu împăratul Anthemius din 472. Procopius merge în măsura în care descriindu-l ca fiind unul dintre gărzile împăratului.
Când Orestes a fost desemnat militum Magister în 475 și patrician de către împăratul roman de apus Julius Nepos, el a devenit șeful foederati germanice din Italia. Cu toate acestea, Orestes s-a dovedit a fi ambițios, și înainte de sfârșitul acestui an, Oreste l-a condus pe Nepos afară din Italia. Orestes l-a proclamat mai apoi pe Romulus, fiul său tânăr, noul împărat Romulus Augustus, numit "Augustulus" (31 octombrie). Cu toate acestea, Nepos a reorganizat curtea sa de la Salona, Dalmația și-a primit omagiul și  afirmarea din fragmentele rămase din Imperiul Roman de Apus din afara Italiei și, cel mai important, de la Constantinopol, care a refuzat să-i accepte pe Augustulus și pe tatăl său, considerați trădători și uzurpatori.
În cuvintele lui J.B. Bury, "Ei (foederati) au dorit să aibă un acoperiș solid și terenuri proprii, și i-au cerut lui Orestes ca recompensă pentru serviciile lor, acordându-le terenuri acestora în permanență în Italia". Orestes le-a refuzat petiția, și au apelat la Odoacru pentru a-le conduce revolta împotriva lui Oreste. Oreste a fost ucis la Placentia și fratele său Paulus în exteriorul Ravennei. Foederati germanici, scirii și herulii, precum și un segment mare de armata romană, l-au proclamat apoi pe Odoacru Rex Italiae ("rege al Italiei"). În 476 Odoacru a ajuns la Ravenna și a capturat orașul, convingându-l pe tânărul împărat Romulus să abdice la 4 septembrie. Potrivit lui Valesianus Anonymus, Odoacru a fost impresionat de tinerețea și frumusețea lui Romulus, și nu numai i-a cruțat viața, dar i-a oferit și-o pensie de 6.000 solidii și l-a trimis în Campania să trăiască alături de rudele sale.
În urma depunerii lui Romulus Augustus, în funcție de istoricul Malchus, auzind de ascensiunea la tron a lui Zenon, Senatul de la Roma a trimis o ambasadă la împăratul de est și i-a conferit lui însemnele imperiale. Mesajul a fost clar: Occidentului nu mai este necesar un împărat separat, pentru "un monarh suficientă [să se pronunțe] lume". Ca răspuns, Zeno a acceptat darurile lor. Împăratul i-a conferit lui Odoacru titlul de patrician și autoritatea legală de a guverna în Italia în numele Romei. Zeno, de asemenea, a sugerat că Odoacru ar trebui să-l primească u pe Nepos înapoi împărat în Occident, ” în cazul în care el a dorit cu adevărat să acționeze cu dreptate." Cu toate că el a acceptat titlul de patrician, Odoacru nu l-a invitat pe Nepos Julius să se întoarcă la Roma, lăsându-l să domnească în Dalmatia până la moarte. În urma uciderii lui Nepos în 480, Zeno s-a autointitulat împărat unic.

## Rege al Italiei
În 476, Odoacru devine primul rege barbar al Italiei, pornind o nouă eră, Evul Mediu. Spre deosebire de majoritatea împăraților ce l-au precedat, el a purtat acțiuni militare pentru a întări controlul său asupra Italiei și zonelor învecinate. A realizat o lovitura de stat prin inducerea regelui vandal Genseric care i-a cedat Sicilia. Constatând că "Odoacru a preluat puterea în luna august a anului 476, Geiseric a murit în ianuarie din 477, și, de obicei, marea a devenit închis la navigare în jurul valorii de la începutul lunii noiembrie", F.M. Clover datează această cesiune la luna septembrie sau octombrie 476. Atunci când Julius Nepos a fost ucis de doi dintre slujitorii săi, în casa sa din apropiere de Salona (mai 480), Odoacru și-a asumat obligația de a urmări și de a-i executa pe asasini, și, în același timp și-a instaurat dominația în Dalmația.
Bury subliniază că: "Este extrem de important să se observe faptul că Odoacru și-a stabilit puterea sa politică, cu cooperarea Senatului roman, iar acest organism se pare că a dat sprijinul lor loial de-a lungul domniei sale, măsură în care sursele noastre modeste ne permite să tragem concluzii." El a nominalizat în mod regulat membri ai Senatului pentru Consulat și alte birouri de prestigiu: "Basilius, Decius, Venantius, și Manlius Boethius au fost consulii, fie prefecții orașelor Roma sau prefecțiilor pretoriene, Symmachus și Sividius au fost consulii și prefecții din Roma, un alt senator de familie vechi, Cassiodorus, a fost numit un ministru de finanțe". A.H.M. Jones, de asemenea, ia act de faptul că în cadrul Senatului Odoacru a achiziționat "prestigiu și influență sporită", în scopul de a contracara orice dorințe pentru restaurarea stăpânirii imperiale. Ca cel mai concret exemplu a acestui prestigiu, pentru prima dată după mijlocul secolului al III-lea monedele de cupru au avut probleme cu legenda S(enatus) C(onsulto). Jones a descrie aceste monede ca "bucăți fine de cupru mari", care erau "o îmbunătățire mare pe actualul mic mizerabil până în prezent nummi", și nu numai că erau copiate de vandali în Africa, dar ei au format baza reformei monedă prin Anastasius în Imperiul Roman de Răsărit.
Deși a fost un creștin arian Odoacru, relațiile sale cu Biserica romano-catolică au fost remarcabile de bune. El a arătat mare stimă pentru Episcopul Epifanie; ca răspuns la petiția episcopului, Odoacru a acordat locuitorilor din Liguria o imunitate de cinci ani de la plata impozitelor, și a acordat din nou cererile sale de scutirea de la abuzuri de către prefectul pretoriului.
În 487, Odoacru a condus armata spre victorie împotriva rugilor în Noricum, luându-le regele Feletheus în captivitate, atunci când Fredericus, fiul lui Feletheus, s-a întors la poporul său, Odoacru l-a trimis pe Onoulphus, fratele său, cu o armată înapoi în Noricum împotriva lui. Onoulphus a considerat necesar să evacueze populația romani rămasă și i-a reinstalat în Italia. Rugii rămași au fugit și s-au refugiat la ostrogoții. Provincia abandonată a fost ocupată de către longobarzi de 493.

## Moartea sa
Poziția lui Odoacru s-a îmbunătățit, Zeno, împăratul din est, a început să-l sesizeze ca pe un rival. Potrivit lui Ioan al Antiohiei, Odoacru schimbase mesaje cu Illus, care a pornit o revoltă împotriva lui Zeno în 484. Astfel, Zeno a căutat să-l distrugă pe Odoacru și le-a promis lui Theodoric cel Mare și ostrogoțiilor lui peninsula italică, în cazul în care vor reuși să-l învingă pe Odoacru. Herwig Wolfram și Heather au arătat că Theodoric a avut motivele sale pentru a conveni la această ofertă: Theodoric avea suficientă experiență pentru a ști (sau cel puțin a suspecta), că Zeno nu ar tolera, pe termen lung, puterea lui independentă Teodoric s-a răzvrătit în 485. Armatus a fugit de la Basilicus la Zeno în 476, și a fost făcut senior imperial general pe viață. În decurs de un an, Zeno l-a asasinat.
În 489, Theodoric i-a condus pe ostrogoți peste Alpii Iulieni și în Italia. Pe 28 august, Odoacru l-a întâlnit la Isonzo, doar pentru a fi înfrânt. El s-a retras la Verona, ajungând la periferia acesteia pe 27 septembrie, unde a înființa imediat o tabară fortificată. Theodoric l-a urmat și trei zile mai târziu el l-a învins din nou. În timp ce Odoacru s-a refugiat în Ravenna, Teodoric a continuat cuceririle în Italia la Mediolanum, în cazul în care majoritatea armatei lui Odoacru, inclusiv șeful său generalul Tufa, s-a predat regelui ostrogot . Theodoric n-a avut nici un motiv să se îndoiască de loialitatea Tufa și l-a trimis în fruntea unei armate de soldați de elită la Ravenna. Herwig Wolfram observă, "Tufa a schimbat taberele, forța de elită gotică i-a fost încredințată sub comanda sa a fost distrusă, iar Teodoric a suferit prima sa înfrângere gravă pe teritoriul italian. Odoacru a apărut de la Ravenna și a început să-și asedieze rivalul. În timp ce ambele oștiri au fost pe deplin angajată, burgunzii au profitat de ocazie să jefuiască și să devasteze Liguria. Mulți romani au fost luați în captivitate, și nu și-au mai recâștiga libertatea, până când Theodoric le-a răscumpărat trei ani mai târziu.
Vara următoare, regele vizigot Alaric al II-lea a demonstrat ceea ce Wolfram numește "una dintre cele mai rare de exemple de solidaritate gotică" și a trimis ajutor militar pentru ajutarea rudei sale, forțându-l pe Odoacru să ridice asediul. Theodoric a ieșit din Ticinum, și pe 11 august 490, armatele celor doi regi s-au ciocnit pe râul Adda. Odoacru a fost învins din nou și a împins înapoi în Ravenna, unde Theoderic l-a asediat. Ravenna s-a dovedit a fi invulnerabilă, înconjurată de mlaștini și estuare și ușor furnizate de ambarcațiuni de mici dimensiuni din zonele limitrofe acesteia, astfel cum a subliniat Procopie mai târziu, în a sa Istorie. Mai mult, Tufa a rămas la mare în valea strategică al Adigelui de lângă Trent, și a primit întăriri neașteptate atunci când disidență printre rândurile lui Teodoric au condus la dezertări considerabile. În același an, vandalii au lovit la rândul său, în timp ce ambele părți au fost pe deplin angajate, și au invadat Sicilia. În timp ce Theodoric a fost angajat cu ei, s-a aliat cu Fredericus, rege al rugilor, și-a început să-i asuprească pe locuitorii din Pavia, pe care forțele acestuia din urmă au fost puse garnizoană pentru a-i proteja. Odată Teodoric a intervenit în persoană la sfârșitul lui august, 491, actele sale punitive conduse de Fredericus să dezerteze împreună cu discipolii lui în spre Tufa. În cele din urmă cei doi s-au certat și s-au luptat, o luptă în care au fost uciși ambii.
În acest timp, cu toate acestea, Odoacru și-a pierdut orice speranță de victorie. O ieșire la scară largă din Ravenna, în noaptea de 9/10 iulie 491 s-a încheiat cu un eșec, cu moartea comandantului-șef Livilia împreună cu cei mai buni dintre soldații săi heruli. La 29 august 492, goții au fost pe punctul de a asambla nave suficiente la Rimini ca să înființeze o blocadă eficientă la Ravenna. În ciuda acestor pierderi decisive, războiul a fost târât până la 25 februarie 493, atunci când Ioan, episcop de Ravenna, a fost capabil să negocieze un tratat între Theodoric și Odoacru au ocupat Ravenna împreună și să împărtășească regulă comună. După un asediu de trei ani, Theodoric a intrat în oraș pe 5 martie;. Odoacru a fost mort zece zile mai târziu, ucis de Theodoric în timp ce ei au distribuit o masa. Teodoric a complotat pentru a avea un grup de adepții ai săi care să-l omoare în timp ce cei doi regi au fost la un ospăț împreună în palatul numit Ad Laurentum ("la Grove Laurel"), atunci când acest plan n-a mai mers, Theodoric a scos sabia și l-a lovit pe clavicula. Ca răspuns la întrebarea pe moarte a lui Odoacru, "Unde este Dumnezeu?" Theodoric a strigat: "Aceasta este ceea ce ai făcut pentru prietenii mei." Theodoric a fost declarat a fi fost peste trupul rivalului său mort și a exclamat: "Cu siguranță nu a fost un os în acest individ nenorocit."
Potrivit unei surse, "În aceeași zi, toată armata lui Odoacru, care ar putea fi găsită oriunde, a fost ucisă din ordinul lui Theodoric, precum și toată familia lui. Sunigilda, soția lui Odoacru, a fost condamnată la moarte, și fratele său, Onoulphus, a fost ucis de arcași în timp ce cauta refugiu într-o biserică. Theodoric l-a exilat pe fiul lui Odoacru, Thela, în Galia, dar când a încercat să se întoarcă în Italia Teodoric l-a ucis .